# SB/DV 229 sorozat
A Déli Vasút 229 sorozatú szertartályos gőzmozdonyai helyi személyvonati mozdonyok voltak, melyet később nagyobb számban a kkStB is beszerezte és az EWA is forgalomba állított néhány példányt. A típus néhány példánya egy ideig a MÁV-nál is szolgált 343 sorozatjellel.

## Létrejötte
A kkStB 129 sorozatú mozdonyokkal elért kedvező eredmények a Déli Vasút figyelmét is felkeltették, ezért ugyanilyen mozdony beszerzéséről határoztak. A mozdony tervezett felhasználási területe azonban nemcsak a vasút osztrák fővonalának Bécs–Mödling–Baden közötti kb. 26 km hosszú elővárosi szakasza, hanem mozdonyváltás nélkül el kellett érnie a Bécstől 89 km-re fekvő Payerbach-Reichenau állomásig. A különösen a kirándulóvonatok esetén szűkre szabott menetidők azonban még a vízkészletek feltöltését sem tették lehetővé a közbeeső Bécsújhely állomásán. A 129 sorozat magával vihető üzemanyagkészletei ehhez nem voltak elegendőek, egy háromtengelyes szerkocsi viszont indokolatlan lett volna. A Déli Vasút megbízásából Karl Gölsdorf a 129 sorozat főkeretét hátra meghosszabbítva és egy hátulsó ívbeálló futókerékpár alkalmazásával arány kis ürestömeg-növekedés árán a szénkészletet kismértékben, a vízkészletet jelentősen megnövelte.
A 229 sorozatként jelölt új típus első négy példánya 1903-ban készült el a Floridsdorfi Mozdonygyárban. A járművek az 1201–1204 pályaszámokat kapták.
A mozdonyok a Monarchiában ekkor kötelező módon hadijelet is kaptak, mely ennél a típusnál {\displaystyle {\tfrac {\mathrm {III\ 325} }{\mathrm {B} _{5}}}} volt.

## Szerkezete
A 229 sorozatú mozdonyok tehát belső keretes, 1'C1' tengelyelrendezésű, azaz három, a keretbe ágyazott kapcsolt kerékpárral, valamint előttük és mögöttük egy-egy, a pályaívekbe beállni képes futókerékpárral készült kéthengeres kompaund, szertartályos gőzmozdonyok voltak.

### Kazán és gépezet
A típus kazánját és gépezetét a 129 sorozattól változatlan formában vették át.

### Keret, futómű, mozdonysátor
A mozdony futóműve szintén a 129 sorozatén alapul, azt hátul egy, a harmadik kapcsolt tengelyhez aránylag közel, 1,55 méter távolságra helyezett futókerékpárral egészítették ki. A hátsó futótengely is visszaterelő rugó nélküli Adams-rendszerű beálló tengely lett, mely az elsővel megegyező 1,65 méter sugáron tengelyirányban 35–35 mm-t mozdulhatott el. A beállótengely a hazai mozdonyoktól eltérően és az osztrák szokásoknak megfelelően visszaterelő rugók nélkül készültek. A hátsó futótengely két hordrugóját egymással kötötték össze, így az önállóan rugózott.
A belső elrendezésű, szegecseléssel készült keretet hátrafelé 1513 mm-rel meghosszabbították.
A mozdonysátor mögött egy viszonylag alacsony, de hosszú víztartályt és afölött elhelyezett széntartót alakítottak ki, mely az elülső víztartályokhoz hasonlóan a mozdonysátornál szélesebbre nyúltak ki. Ez a „toldat” a mozdony esztétikájára is kedvezően hatott. A szénkészlet 3,12 tonnára, a vízkészlet 9,3 m³-re nőtt, így a típus a készletei kiegészítése nélkül 100 km-es utat tehetett meg. A hosszkazán mentén elhelyezett víztartályoknak az elülső túlnyúlása minimálisra csökkent. A mozdonysátort szintén meghosszabbították, így a feljáróajtó mögött is egy, az elülsővel azonos oldalablakot alakítottak ki. viszonylag rövid, elölről és hátulról is zárt mozdonysátoron elöl, illetve hátul is oldalanként egy-egy ovális forgóablakot alakítottak ki, melyek közül az elülsők fölé védőernyőt szereltek.

### Segédberendezések
A segédberendezések teljesen azonosak voltak a 129 sorozatéval.

## Sorozatgyártás

### Sikerszéria a kkStB-nél
A 229 sorozat elődjénél kedvezőbb tulajdonságai (nagyobb hatósugár, jobb futási tulajdonságok hátramenetben és nem utolsósorban a kapcsolt tengelyekre jutó alacsonyabb, a 14,0 tonnát meg nem haladó terhelés) a kkStB-t is ilyen típusú mozdonyok beszerzésére ösztönözte.
A típusból már 1904-ben 22 db-ot állított forgalomba 22901–22922 pályaszámon. Mivel a kkStB 1905. elejétől új számozási rendszert vezetett be, a járművek pályaszáma 229.01–22-re módosult. A járművek olyan jól beváltak, hogy újabb és újabb megrendeléseket adott le rá az államvasút még az első világháború alatt is, így 1918-ig összesen 239 db-ot vett át és sorozta be őket 229.01–239 pályaszámokon az állagába. A mozdonyok közül
- 39 db-ot a Bécsújhelyi Mozdonygyár,
- 49 db-ot a Floridsdorfi Mozdonygyár,
- 66 db-ot az ÁVT Gépgyára,
- 62 db-ot a prágai Első Cseh–Morva Gépgyár,
- 33 db-ot a linzi Krauss készített.

A 229-esek a kkStB egész hálózatán elterjedtek és számos fővonalon vették át a személyvonatok továbbítását a régi 1–4 sorozatú 2'B tengelyelrendezésű szerkocsis mozdonyoktól, melyekhez képest – közel azonos rostélyfelületük ellenére – 20–30% nagyobb tömegű vonatokat továbbíthattak. A személyvonatokon kívül rövidebb vonalakon gyorsvonati szolgálatot, továbbá hegyi pályákon előfogati üzemet is elláttak.
A sorozatgyártás során természetesen kisebb módosításokat is végrehajtottak. Így például a mozdonyok hamarosan „gólyafészkes”, szikrafogós kéménnyel készültek; 1910-től, a 229.93 pályaszámú járműtől kezdődően a mozdony futókerekei öntöttvas keréktárcsákkal készültek. Ezek a küllős kivitel helyett négy helyen könnyítésül oválisan kimart teli tárcsák ugyan 68 kg-mal nehezebbek voltak, de előállításuk sokkal olcsóbbnak bizonyult. Ugyanezen mozdonytól kezdve kismértékben változott a felvehető üzemanyagkészletek mennyisége is.
Bár 1912-ben elkészült a típus túlhevítős változata 29 sorozatjellel, annak nem meggyőző teljesítménye miatt mégis a telített gőzű 229-esek gyártása folytatódott nagyobb mennyiségben.
1906. és 1912. között a 129 sorozatú mozdonyokat is 229 sorozatú építették át, melyek eredeti pályaszámaik sorrendjében a 229.401–417 pályaszámokat kapták. Ezeket a példányokat a hosszkazán melletti víztartályuk nagyobb túlnyúlásáról lehetett a későbbiekben megismerni, azt ugyanis az átépítés nem érintette.
A kkStB 229-esek állomásítása 1915-ben az alábbiak szerint alakult:
- Wola Duchacka: 6 db
- Neusandez (Újszandec, ma: Nowy Sącz): 12 db,
- Attnang-Puchheim: 13 db,
- Pilsen (ma: Plzeň): 8 db,
- Tábor: 6 db
- Rakonitz (ma: Rakovník): 11 db
- Laun (ma: Louny): 5 db,
- Prága-Nusle: 10 db,
- Klattau (ma: Klatovy): 2 db,
- Bécs I: 19 db,
- Trieszt: 5 db,
- Prerau (ma: Přerov): 3 db,
- Prága-Bubna: 3 db,
- Dzieditz (ma: Czechowice-Dziedzice): 4 db,
- Trient (ma: Trient/Trento): 3 db,
- Wörgl: 7 db,
- Feldkirch: 3 db,
- Laibach (ma: Ljubljana: 9 db,
- Bécs NWB: 7 db,
- Graz: 2 db,
- Bodenbach (Podmokly, ma: Děčín): 7 db,
- Böhmisch Leipa (ma: Česká Lípa): 5 db,
- Tetschen (ma: Děčín): 3 db,
- Geiersberg (később: Kyšperk, ma: Letohrad): 1 db
- Hainfeld: 1 db,
- Mährisch Ostrau-Oderfurt (ma: Ostrava-Přívoz): 3 db,
- Brünn StEG (ma: Brno): 3 db,
- Bischofshofen: 1 db.

### Újabb 229-esek a Déli Vasútnál
A Déli Vasút 1906-ban tovább folytatta a 229 sorozatú mozdonyok beszerzését: ismét a Floridsdorfi Mozdonygyárból további hét mozdonyt vásárolt, melyek az 1205–1211 pályaszámokat kapták.
Az SB/DV 229-eseinek honos fűtőháza Bécs Süd volt.

### Az EWA-nál
Az Eisenbahn Wien–Aspang (EWA) társaság, ismertebb nevén Aspangbahn a vonalán közlekedő személyvonatok továbbítására szintén a 229 sorozatú mozdonyokat választotta. 1909. és 1920. között több részletben 10 db mozdonyt vásárolt a Bécsújhelyi Mozdonygyártól, melyeket IIIa sorozatjellel, 41–50 pályaszámokon állította szolgálatba.

### Export Szerbiába
1913. tavaszán a Szerb Államvasutaknak (Srbske državne železnice / Српске Државне Железнице (SDŽ-СДЖ)) sürgősen szükségessé vált néhány személyvonati mozdony beszerzése. Az Első Cseh–Morva Gépgyár 4 db, a kkStB részére gyártás alatt álló 229 sorozatú mozdony megvásárlását ajánlotta. A megrendelés a vasút március 10-én adta le és a gyár az első két mozdonyt már április 9-én, a másik kettőt pedig április 21-én leszállította. A járművek néhány ponton eltértek a sorozatban gyártott kiviteltől: az igen gyenge, alig 4000 kalóriás szerb szenek miatt a rostély szerkezetét kissé módosították, továbbá a füstszekrényt előre 400 mm-nyit megnyújtották. A füstszekrénybe szikrafogószita került, míg a kémény egyszerű Prüssmann-rendszerű lett. A szűk ívekkel tűzdelt szerb pályákra tekintettel a hajtókerekek nyomkarimáit 8 mm-rel vékonyabbra esztergálták, az Adams-rendszerű beálló futótengelyek visszaterelő rugót kaptak. A mozdonyok a 251–254 pályaszámokon álltak szolgálatba.

## Az első világháború után
A kkStB 229 sorozatú mozdonyainak nagy része a társaság vonalainak többségével együtt az utódállamokhoz került. A típus egyes vasutak közötti felosztása az alábbiak szerint alakult:
- 69 db a BBÖ-höz,
- 145 db a ČSD-hez,
- 22 db a PKP-hez,
- 15 db az SHS-hez,
- 5 db az FS-hez került.

### Ausztria
Ausztriában a BBÖ a mozdonyokat eredeti sorozat- és pályaszámaikon üzemeltette tovább. A Déli Vasút 229-esei teljes egészében Ausztriában maradtak, majd a társaság 1923-as állami kezelésbe vétele után ezek is a BBÖ állagába kerültek, eredeti pályaszámaik sorrendjében 229.501–511 pályaszámokkal. A BBÖ a mozdonyokat Bécs West, Bécs FJB, Graz, Knittelfeld, Selzthal, Villach, Lienz, Bischshofen, Salzburg, Simbach, Amstetten és Sankt Valentin fűtőházaihoz osztotta szét.
1937-ben az EWA vonalait is államosították, ennek következtében a IIIa sorozatú mozdonyokat 229.801–810 pályaszámokkal sorozták be.
Az Anschlusst követően mind a 90 mozdony a DRB állományába került, ahol a 75 701–790 pályaszámokra számozta át.
A második világháború után 65 db került az ÖStB, majd az Osztrák Szövetségi Vasutak állagába, de az 1953-as új mozdonyszámozást már csak 63 mozdony érte meg. Tényleges átszámozás a sorozat esetében nem történt, a korábbi DRB-pályaszámaik változatlanok maradtak, mindössze a sorozatjelet választották el ponttal a pályaszámtól; a számtartomány hézagait sem tömörítették: 75.701…790. Az állomány folyamatosan csökkent, az utolsó négy példány 1962-ig közlekedett személy- és építővonatokkal a Franz-Josefs-Bahnon.

### Csehszlovákia
A Csehszlovák Államvasutak az első években a korábbi sorozat- és pályaszámokon üzemeltette a járműveket. A Monarchia vasúttársaságai járműparkjának végleges felosztása után, 1925-ben bevezetett jelölési rendszernek megfelelően a mozdonyokat a 354.001–0145 pályaszámokkal látta el. Általában a korábbi honos fűtőházaiknál maradtak, de néhány példány Nymburk, Zdice, České Budějovice, Pardubice, Česká Třebová és Choceň állományába került.
Húsz példányt még 1919-ben Felvidékre, Kassa és Beregszász fűtőházakhoz állomásítottak.

#### Korszerűsítés először: a 355.0 sorozat
A 354.0 sorozatú mozdonyokat azok nagy darabszáma miatt korszerűsítésre érdemesnek tartották, ezért 1926–1934 között öt példányt a ČSD nymburki és česká třebovái műhelyeiben iker-túlhevítőssé építették át. A viszonylag kis kazánra és rövid csőfalközre tekintettel kisfüstcsöves Schmidt-túlhevítőt építettek be. A túlhevítőelemek füstcsőbe nyúltak bele, ezen kívül még 32 db tűzcsövet is beépítettek. A harmadik kazánövre egy másik gőzdóm került, melyet cső kötött össze az első gőzdómmal. A füstszekrényt a túlhevítőkamra helyigénye miatt kismértékben meghosszabbították, a kétszárnyú füstszekrényajtót a ČSD-nél szokásos központi zárású, domború kivitelre cserélték ki. A külső beömlésű hengeres tolattyúkkal szerelt hengerek átmérője azonos lett a korábbi nagynyomású henger átmérőjével. Az átalakítás során a mozdonyok tömege 72,9 tonnára, legnagyobb tengelyterhelése 15,1 tonnára nőtt, ezért új sorozatjelet és pályaszámokat kaptak: jelölésük 355.001–05 lett. A mozdonyokat Pozsonyba, illetve Olomoucba állomásították, később egy példány Hradec Královébe került.

#### Korszerűsítés másodszor: a 353.1 sorozat
Öt másik példányt is korszerűsítettek, de az átalakítás célját úgy bővítették ki, hogy a mozdonyok alkalmasak legyenek mellékvonali szolgálatra is. Ezért 1936–1938 között a ČSD česká třebovái műhelye a 355.0 sorozatétól kicsit eltérő (72 db füstcsövet és 34 tűzcsövet tartalmazó) kazánt szerelt fel rájuk, a tengelyterhelés csökkentésére pedig a hátsó beálló futótengely helyett egy 2200 mm tengelytávolságú futóforgóvázat épített be. A forgóváz első tengelye a korábbi futótengellyel azonos vonalba került. Az egyenletes terheléseloszlás miatt a víztartályokat a kazán két oldalán lerövidítették és a vízkészlet nagyobb hányada került a vezetőállás mögé. Tekintettel a kapcsolat tengelyek kisebb terhelésére, de a 355.0 sorozattal szerzett tapasztalatokra is, a gőzhengerek átmérőjét 390 mm-re csökkentették. Az 1'C2' tengelyelrendezésű mozdonyok szélső tengelytávja 10,2 méter, ütközők közötti hossza 13,393 m-re nőtt; szolgálati tömege 75 t, legnagyobb tengelyterhelésük 12,5 t lett, így jelölésük 353.101–05-re változott. A mozdonyok Pozsony, Olomouc és Hradec Králové fűtőházaihoz kerültek.

#### További pályafutásuk 1938. után
Az első bécsi döntést követően a szlovák területen szolgáló példányok közül 10 db-ot, majd a kárpátaljai magyar bevonulás után még ötöt átadtak Magyarországnak, míg a maradék öt példány változatlanul – változatlan sorozat- és pályaszámmal – a Szlovák Vasutaknál (SŽ) üzemeltek tovább.
A Szudétavidék 1938-as átadása előtt a ČSD az itt szolgáló 18 db 354.0 és 5 db 355.0 sorozatú mozdonyt az ország belsejébe menekítette. A megszállás után a DRB követelte ezen mozdonyok átadását. A ČSD végül át is adta a mozdonyokat, azonban a 354.0-kat a DRB még ez év végén visszaadta. Az 5 db 355.0 sorozatú mozdonyt viszont megtartotta és 75 901–905 pályaszámokon állományába vette.
A ČSD-nél maradt mozdonyokat a ČMD-BMB változatlan pályaszámokkal vette át. A ČMD-BMB 1944-ben egy mozdonyt iker-túlhevítőssé alakított. Ezúttal a 355.0 sorozathoz hasonlóan csak a kazánt és a gépezetet korszerűsítették. A gépezet új méretei a 355.0-tel azonosak lettek, a kazánt azonban nagyfüstcsöves túlhevítővel látták el és elmaradt a második gőzdóm. A 354.201 pályaszámot kapott mozdony Letohrad honállomású lett.
A második világháborút követő mozdonycserék után néhány példány kivételével valamennyi korábbi ČSD-mozdony az újra megalakult Csehszlovák Államvasutakhoz került, amely a korábbi pályaszámain vette őket állagba.
Ezen kívül csehszlovák területen maradt kilenc BBÖ- és egy-egy JDŽ- és PKP-eredetű példány. E mozdonyok közül hatot hadizsákmányként 354.0501–506 pályaszámmal láttak el, azonban már 1950-es évek elején selejtezték őket.
A típus utolsó példányai 1967-ig közlekedtek a Choceň–Litomyšl vonalon. A 354.0130 pályaszámú jármű 1969-es selejtezése után muzeális céllal bécsi Technisches Museumba került.

### Lengyelország
A PKP-hez került mozdonyok eredeti jelölésük sorrendjében az OKl12-1–22 pályaszámokat kapták és továbbra is a korábbi területükön, az egykori Nordbahnon közlekedtek. A második világháború alatt egy szovjet kézre jutott példány kivételével a mozdonyok a DRB-hez kerültek, ahol a 75 851–871 pályaszámokat kapták. Ezek közül a háború után 11 db mozdony került az újjáalakult PKP-hez és a szovjetek is átadták a náluk lévő járművet. A mozdonyok a pályaszámtartomány tömörítésével Ol12-1–12 számokon üzemeltek tovább az 1950-es évek elejéig, amikor is kilencet iparvállalatoknak adtak el, a többit pedig leselejtezték.

### Jugoszlávia

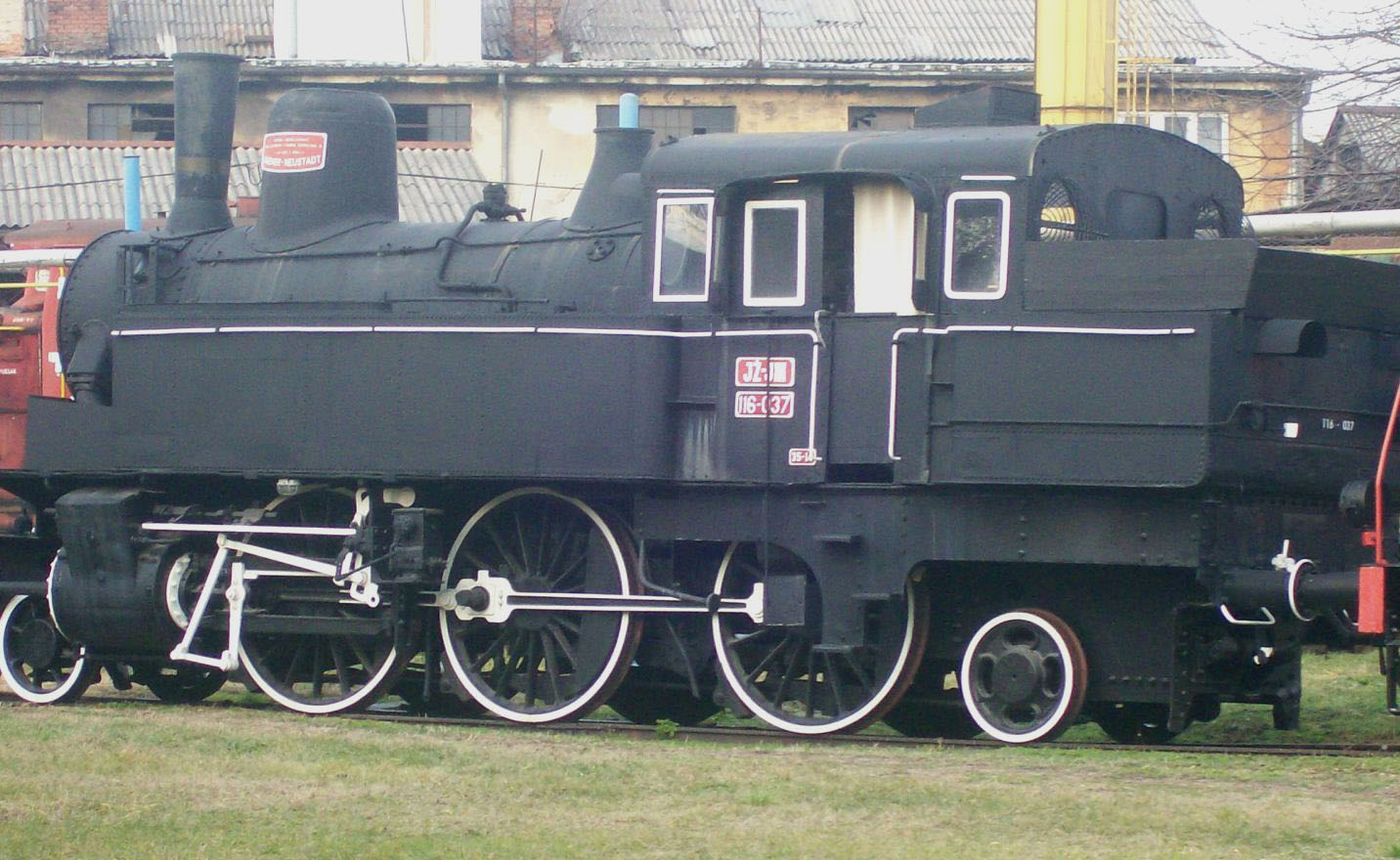
A JŽ 116-037 pályaszámú mozdonya kiállítva

Az SHS által átvett 15 db mozdony közül a JDŽ 1933-ban 13 db-ot vett át és 116-001–013 pályaszámokkal látta el. Az SDŽ-СДЖ-eredetű mozdonyok közül három érte meg az átszámozást: ezek a járművek 116-014–016 pályaszámokon üzemeltek tovább. A JDŽ járműállományának 1941-es felosztásakor 15 mozdony volt állagban. 9 db a DRB állományába került, ahol a 75 791–799 pályaszámokat kapták, míg 6 példány az FS állományába került. A háború után 14 db került vissza a JDŽ-hez, azonban számos új példány is jugoszláv tulajdonba került: 7 db BBÖ- 4 db SB/DV, 2 db EWA-, 1 db PKP-eredetű jármű, melyek egy kivétellel Ausztria területén szovjet hadizsákmánnyá lettek és szovjet döntés alapján 1947-ben déli szomszédunkhoz kerültek és a Jugoszláv Államvasutak tulajdonába mentek át. Pályaszámaik 116-118, 116-123–126, 116–129-134 és 116–136-138 lettek. A hiányzó pályaszámokat az eredetileg kkStB 29 sorozatba tartozott járművek kapták. Egy további, eredetileg 229 sorozatú példány, mely a MÁV-tól (lásd lejjebb) jugoszláv hadizsákmányként került a JDŽ-hez, viszont a 113-001 pályaszámot kapta.
A mozdonyok egy része később iparvállalatokhoz került.
A 116-032 pályaszámú mozdonyt Triesztben állították ki, míg a 116-037 egy zágrábi múzeumba került.

### Olaszország
Az FS a mozdonyokat 912.001–005 pályaszámokkal sorozta be állagába. Három mozdony a Trento–Tezze di Grigno vonalszakaszon közlekedett. A járműveket 1937-ben selejtezték.

### Vendégjáték Magyarországon
A MÁV mozdonyállaga az ország területének megfelelően bővült az első bécsi döntés és a kárpátaljai bevonulás következtében. Ez általában korábbi MÁV-tulajdonú mozdonyokat jelentett, azonban több, Magyarországon korábban nem szolgált típusba tartozó járművet is átadott ČSD. Ezek között összesen 15 db 354.0 sorozatú mozdony is a MÁV-állagába került. 1939–1940-ben előbb hat, majd öt, végül még négy mozdony került magyar tulajdonba. A MÁV a mozdonyoknak a 343,301–315 pályaszámokat adta, minden egyes átadott mozdonycsoport esetén a csoportba tartozó járművek korábbi pályaszámuk sorrendjében. A mozdonyokra a cégjelet és a pályaszámot kezdetben csak fehér festékkel felfestették, a korábbi cégjel áthúzásával. A mozdonyok legnagyobb sebességét 80 km/h-ban állapították meg. A 343 sorozatú mozdonyok MÁV által engedélyezett vonatterheléseit az alábbi táblázat szemlélteti:

| A 343 sorozatú mozdonyok engedélyezett vonatterhelései | A 343 sorozatú mozdonyok engedélyezett vonatterhelései | A 343 sorozatú mozdonyok engedélyezett vonatterhelései | A 343 sorozatú mozdonyok engedélyezett vonatterhelései | A 343 sorozatú mozdonyok engedélyezett vonatterhelései | A 343 sorozatú mozdonyok engedélyezett vonatterhelései | A 343 sorozatú mozdonyok engedélyezett vonatterhelései |
| Pálya- emelkedés                                       | 30 km/h                                                | 40 km/h                                                | 50 km/h                                                | 60 km/h                                                | 70 km/h                                                | 80 km/h                                                |
| ------------------------------------------------------ | ------------------------------------------------------ | ------------------------------------------------------ | ------------------------------------------------------ | ------------------------------------------------------ | ------------------------------------------------------ | ------------------------------------------------------ |
| 0– 3‰                                                  | 760 t                                                  | 520 t                                                  | 390 t                                                  | 260 t                                                  | 190 t                                                  | 130 t                                                  |
| 3– 5‰                                                  | 650 t                                                  | 480 t                                                  | 360 t                                                  | 250 t                                                  | 185 t                                                  | 130 t                                                  |
| 5– 7‰                                                  | 540 t                                                  | 400 t                                                  | 310 t                                                  | 230 t                                                  | 180 t                                                  | 130 t                                                  |
| 8–10‰                                                  | 390 t                                                  | 310 t                                                  | 230 t                                                  | 190 t                                                  | 140 t                                                  | 110 t                                                  |
| 14–16‰                                                 | 220 t                                                  | 200 t                                                  | 160 t                                                  | 130 t                                                  | 100 t                                                  | 80 t                                                   |
| 25‰                                                    | 110 t                                                  | 105 t                                                  | 100 t                                                  | 90 t                                                   | 70 t                                                   | –                                                      |

A 343-asok közül ötöt Kassa, tízet Királyháza fűtőházához állomásítottak. Javításukat a szolnoki műhely végezte. A hazai kis fűtőértékű szenek miatt a mozdonyokat Rezsny-rendszerű forgórostéllyal látták el. 1941-ben egy mozdony Ungvárra került át. A tapasztalatok szerint a 343-asok a háború éveiben 100 elegytonna-kilométerenként 7,8–9,9 kg szenet és 6,54 gramm meleg-, illetve 14,31 gramm hidegkenő-olajat fogyasztottak.
1944-ben még két mozdonyt állomásítottak át Ungvárra, egy-egy példány pedig Székesfehérvárra és Budapest-Északi fűtőházhoz került.
A harcok befejezése és az országhatárok 1945. júniusi „megszilárdulása” után a 343 sorozatú mozdonyok közül három maradt csak az újra hivatalossá vált trianoni határok között. Ezek közül
- 2 db működőképes volt,
- 1 mozdony javítatlanul félre volt állítva.

A működőképes 343-asokra a Vörös Hadsereg „T–CCCP” hadizsákmány-jele (T=трофейный, azaz zsákmány) került.
Már 1945-ben megkezdődtek az egyes országok között kisebb járműcserék, mely az idegen eredetű mozdonyok korábbi (alapvetően a háború és a repartíciók előtti) tulajdonosa részére történő visszaszolgáltatást jelentette. A háború után az országgyarapodás és a harci cselekmények során állagba került járműveket – így a 343-asokat is – bizonytalan jogi státuszuk miatt a MÁV elkülönítve tartotta nyilván. Így például 1946-ban 4 db csehszlovák repartíciós (ebből 2 db „T-jelű”) 343-as volt megtalálható a hazai hálózaton, melyek közül 2 db Szombathely, míg 2 db Győr honállomású volt.
A már említett járműcserék, valamint az egyes országok között, a háború alatt összekeveredett járműpark rendezéséről, „restitúciójáról” született megállapodások nyomán
- 1948 decemberében Ausztria szovjet megszállási övezetéből 1 db, míg
- 1950 márciusában Németország szovjet megszállási övezetéből még egy db

343-as tért haza.
Ugyanakkor a magyar állam már 1950 szeptemberében 3 db-ot visszaadott Csehszlovákiának.
A MÁV az utolsó három darab Magyarországon maradt 343-ast – 1 db 327 és 3 db 376 sorozatú MÁV-cégjelű mozdonyért cserébe – 1952 februárjában visszaadta a ČSD-nek.